# Schizophora
Gli Schizofori (Schizophora Becher, 1882) sono un gruppo sistematico di insetti di rango indeterminato, intermedio fra quello di infraordine e quello di superfamiglia, genericamente definito come sezione. Appartengono all'ordine dei Ditteri (Brachycera: Muscomorpha: Cyclorrhapha) e vi si annoverano, in generale, insetti di aspetto muscoide. Costituiscono il gruppo sistematico più ricco di famiglie nell'ambito dell'ordine, in quanto ve ne sono incluse 85, pari al 54%. Questi numeri sono tuttavia approssimativi, in quanto il numero complessivo di famiglie cambia secondo la tassonomia adottata nella suddivisione dell'ordine dei Ditteri.

## Caratteri morfologici
Il carattere morfologico che contraddistingue gli Schizofori è la presenza, sulla fronte dell'adulto, della sutura frontale, quale traccia del riassorbimento dello ptilinum e del meccanismo di sfarfallamento di questi ditteri.
Lo ptilinum è una vescicola pulsante, presente nell'adulto prima della fuoriuscita dal pupario nella regione facciale sopra l'inserzione delle antenne. L'immissione di emolinfa nello ptilinum ne provoca la dilatazione e, di conseguenza, una pressione sulle linee di sutura di minor resistenza in uno dei poli del pupario. A seguito di questa sollecitazione il pupario si apre con un opercolo circolare permettendo all'adulto di fuoriuscire.
Dopo lo sfarfallamento, l'emolinfa viene riassorbita, lo ptilinum collassa e si ritrae completamente nella testa, lasciando come traccia una sutura a forma di U rovesciata che corre nello spazio compreso fra gli occhi e le antenne.
Altro carattere ricorrente fra gli Schizofori è la morfologia delle antenne, che presentano il pedicello più lungo del primo flagellomero e l'arista triarticolata, inserita dorsalmente sul primo flagellomero.
Le larve sono tipicamente conico-cilindriche, apode e microcefale.

## Biologia

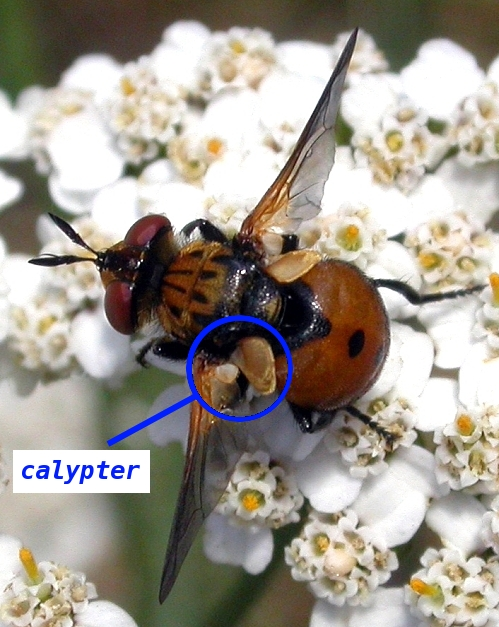
In evidenza, le caliptre di un tachinide.

Gli Schizofori presentano la più alta varietà di comportamenti nell'ambito dei Ditteri. Le larve possono essere saprofaghe, fitofaghe, micetofaghe, zoofaghe. In quest'ultimo caso ricorre sia la predazione sia il parassitoidismo, a spese degli invertebrati, sia il parassitismo a spese di vertebrati. Lo sviluppo larvale si svolge attraverso tre stadi e la ninfosi si attua all'interno del pupario, struttura a forma di barilotto formata da una modificazione dell'exuvia dell'ultimo stadio larvale.
Anche fra gli adulti, la dieta varia notevolmente soprattutto nel modo in cui si integra il rapporto fra fabbisogni energetici, fondamentalmente basati sull'assunzione di zuccheri, e fabbisogni proteici. Anche fra gli Schizofori ricorre la glicifagia, con l'assunzione di nettare, melata o altri fluidi zuccherini, ma l'integrazione dei fabbisogni proteici è alla base di una marcata varietà di comportamenti alimentari, secondo i gruppi, spaziando dalla glicifagia all'onnivoria alla saprofagia, dalla predazione alla necrofagia all'ematofagia.

## Filogenesi
È di ampia condivisione l'interpretazione degli Schizofori come clade monofiletico: la presenza della sutura frontale nell'adulto, come residuo del riassorbimento dello ptilinum, è ritenuta l'autapomorfia fondamentale di questo gruppo, che lo contraddistingue da tutti gli altri Cyclorrhapha, tradizionalmente raggruppati nella sezione degli Aschiza. La posizione nel cladogramma dei Ciclorrafi non è pienamente condivisa perché differisce in base ai criteri impiegati nella definizione dei nodi.
Le relazioni filogenetiche basate sulle analisi cladistiche di Yeates, Wiegmann et al., dalla fine degli anni novanta ad oggi, individuerebbero gli Schizophora come clade monofiletico correlato ai Syrphoidea e derivato dalla differenziazione di due clade di Ciclorrafi primitivi, corrispondenti ai Platypezoidea sensu stricto e ai Phoroidea. Questa struttura rende perciò artificiale il raggruppamento tradizionale degli Aschiza, in quanto parafiletico rispetto agli Schizophora.

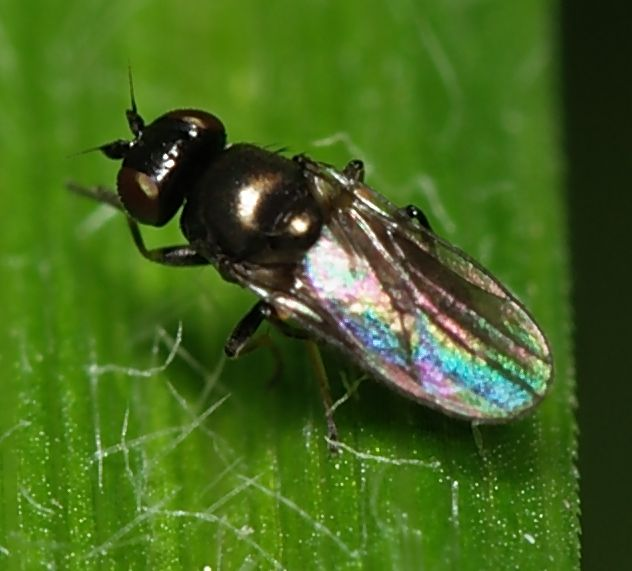
Chloropidae (Carnoidea)

|               | Lonchopteridae + Ironomyiidae + Phoridae                                 |
|               |                                                                          |
| Eumuscomorpha | \| \| Syrphidae + Pipunculidae \| \| \| \| \| \| Schizophora \| \| \| \| |
|               | \| \| Syrphidae + Pipunculidae \| \| \| \| \| \| Schizophora \| \| \| \| |
|               | Syrphidae + Pipunculidae                                                 |
|               |                                                                          |
|               | Schizophora                                                              |
|               |                                                                          |

|  | Syrphidae + Pipunculidae |
|  |                          |
|  | Schizophora              |
|  |                          |

|               | Lonchopteridae + Ironomyiidae + Phoridae                                 |
|               |                                                                          |
| Eumuscomorpha | \| \| Syrphidae + Pipunculidae \| \| \| \| \| \| Schizophora \| \| \| \| |
|               | \| \| Syrphidae + Pipunculidae \| \| \| \| \| \| Schizophora \| \| \| \| |
|               | Syrphidae + Pipunculidae                                                 |
|               |                                                                          |
|               | Schizophora                                                              |
|               |                                                                          |

|  | Syrphidae + Pipunculidae |
|  |                          |
|  | Schizophora              |
|  |                          |

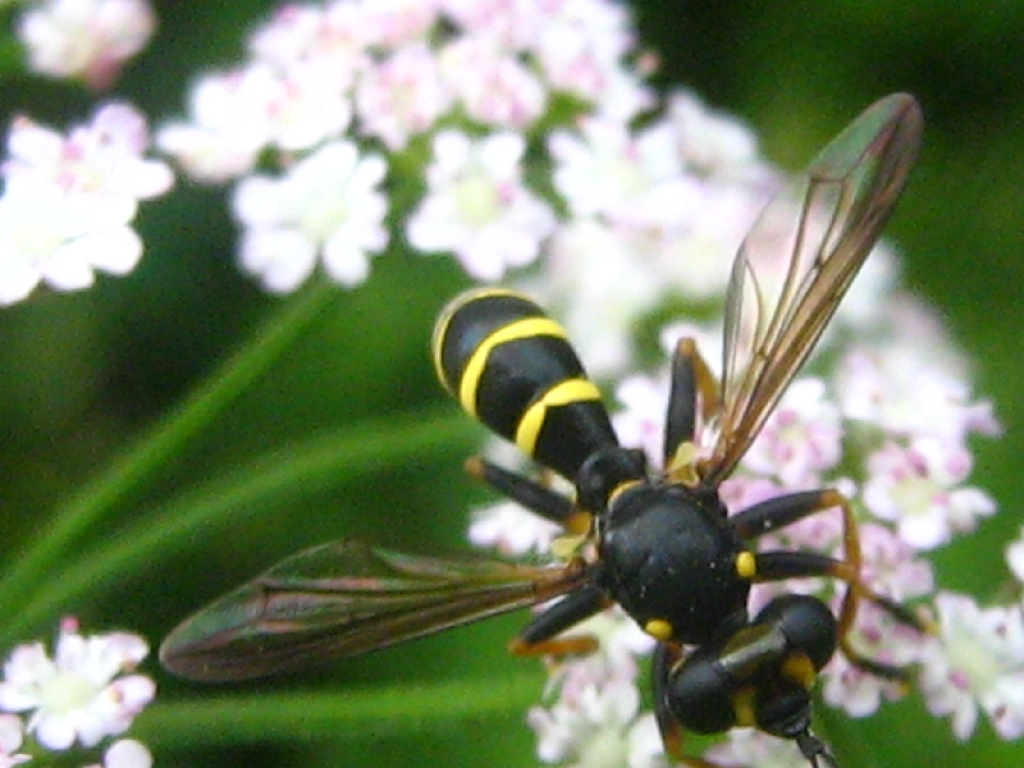
Conopidae (Conopoidea)

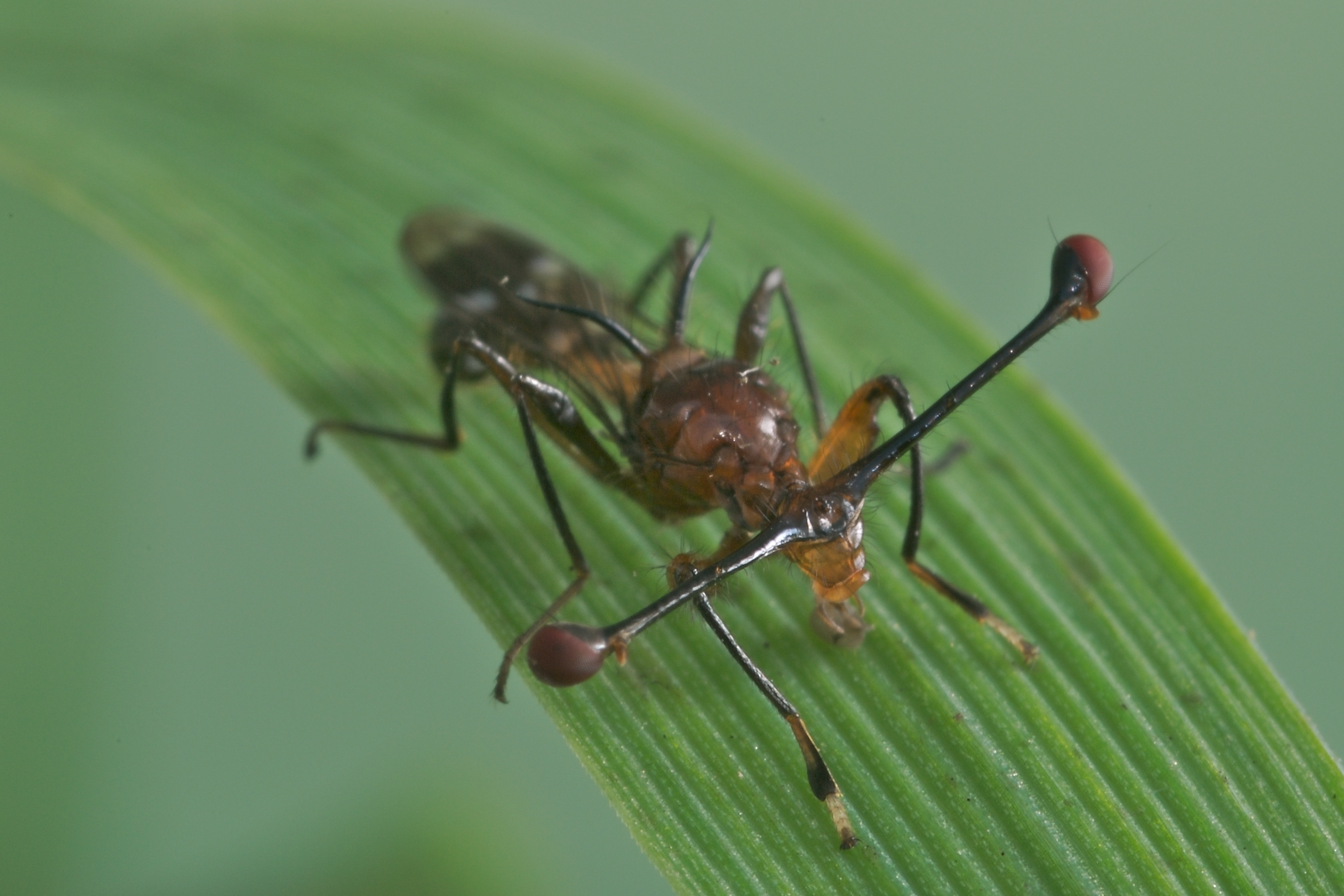
Diopsidae (Diopsoidea)

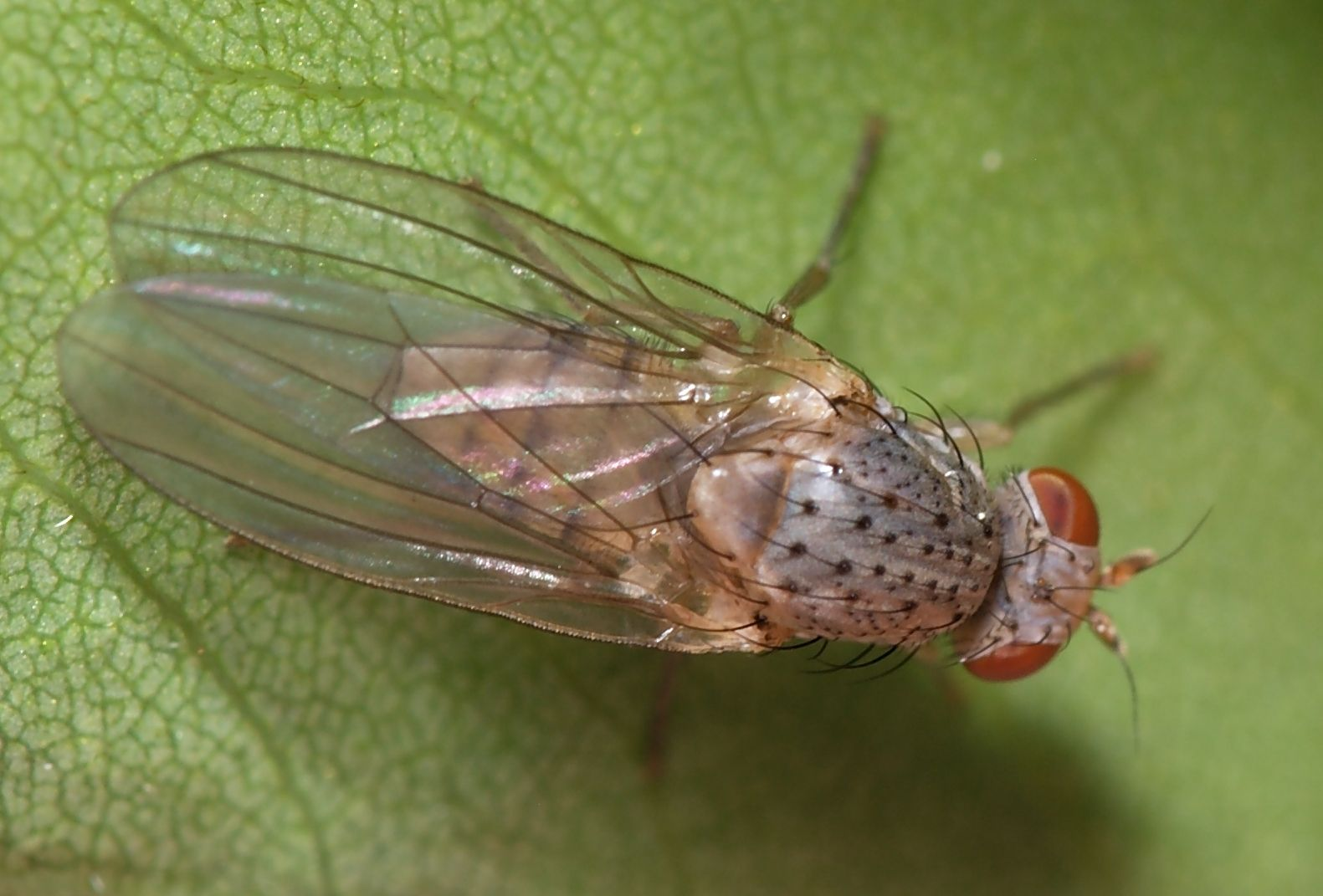
Lauxaniidae (Lauxanioidea)

L'albero filogenetico interno degli Schizofori è ancora in corso di sviluppo, per quanto le acquisizioni abbiano definito a grandi linee le relazioni filogenetiche nell'ambito sia degli Acalyptratae sia dei Calyptratae. Il cladogramma seguente, articolato per superfamiglie, si basa fondamentalmente sulle relazioni definite da J.F. McAlpine (1989) adattate da Yeates et al.:
|  | Nerioidea + Diopsoidea    |
|  |                           |
|  | Conopoidea + Tephritoidea |
|  |                           |

|  | Lauxanioidea + Sciomyzoidea                                                               |
|  |                                                                                           |
|  | \| \| Sphaeroceroidea + Ephydroidea \| \| \| \| \| \| Carnoidea + Opomyzoidea \| \| \| \| |
|  |                                                                                           |
|  | Sphaeroceroidea + Ephydroidea                                                             |
|  |                                                                                           |
|  | Carnoidea + Opomyzoidea                                                                   |
|  |                                                                                           |

|  | Sphaeroceroidea + Ephydroidea |
|  |                               |
|  | Carnoidea + Opomyzoidea       |
|  |                               |

|  | Nerioidea + Diopsoidea    |
|  |                           |
|  | Conopoidea + Tephritoidea |
|  |                           |

|  | Lauxanioidea + Sciomyzoidea                                                               |
|  |                                                                                           |
|  | \| \| Sphaeroceroidea + Ephydroidea \| \| \| \| \| \| Carnoidea + Opomyzoidea \| \| \| \| |
|  |                                                                                           |
|  | Sphaeroceroidea + Ephydroidea                                                             |
|  |                                                                                           |
|  | Carnoidea + Opomyzoidea                                                                   |
|  |                                                                                           |

|  | Sphaeroceroidea + Ephydroidea |
|  |                               |
|  | Carnoidea + Opomyzoidea       |
|  |                               |

|  | Hippoboscoidea         |
|  |                        |
|  | Muscoidea + Oestroidea |
|  |                        |

|  | Nerioidea + Diopsoidea    |
|  |                           |
|  | Conopoidea + Tephritoidea |
|  |                           |

|  | Lauxanioidea + Sciomyzoidea                                                               |
|  |                                                                                           |
|  | \| \| Sphaeroceroidea + Ephydroidea \| \| \| \| \| \| Carnoidea + Opomyzoidea \| \| \| \| |
|  |                                                                                           |
|  | Sphaeroceroidea + Ephydroidea                                                             |
|  |                                                                                           |
|  | Carnoidea + Opomyzoidea                                                                   |
|  |                                                                                           |

|  | Sphaeroceroidea + Ephydroidea |
|  |                               |
|  | Carnoidea + Opomyzoidea       |
|  |                               |

|  | Nerioidea + Diopsoidea    |
|  |                           |
|  | Conopoidea + Tephritoidea |
|  |                           |

|  | Lauxanioidea + Sciomyzoidea                                                               |
|  |                                                                                           |
|  | \| \| Sphaeroceroidea + Ephydroidea \| \| \| \| \| \| Carnoidea + Opomyzoidea \| \| \| \| |
|  |                                                                                           |
|  | Sphaeroceroidea + Ephydroidea                                                             |
|  |                                                                                           |
|  | Carnoidea + Opomyzoidea                                                                   |
|  |                                                                                           |

|  | Sphaeroceroidea + Ephydroidea |
|  |                               |
|  | Carnoidea + Opomyzoidea       |
|  |                               |

|  | Hippoboscoidea         |
|  |                        |
|  | Muscoidea + Oestroidea |
|  |                        |

Questo cladogramma supporta apparentemente il carattere monofiletico sia degli Acalyptratae sia dei Calyptratae. Se da un lato c'è il consenso per la natura monofiletica dei Calyptratae, dall'altro sussistono forti dubbi in merito agli Acalyptratae, che probabilmente sono parafiletici in rapporto ai Calyptratae: la natura parafiletica degli Acalyptratae fu ipotizzata da Hennig, affermata con certezza da Griffith, messa in discussione da McAlpine, considerata come probabile da Yeates et al.. In effetti, il precedente cladogramma cambia impostazione, mettendo in evidenza le incertezze derivate dalle nuove acquisizioni, nella sintesi proposta attualmente dal Tree of Life Web Project.

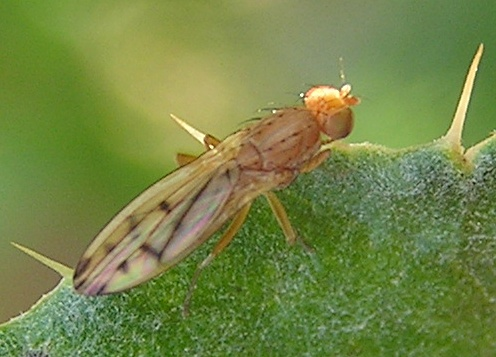
Opomyzidae (Opomyzoidea)

A prescindere dagli sviluppi ancora in corso, il raggruppamento degli Acalyptratae è ancora oggi ampiamente considerato dai ditterologi, contrariamente ad altri gruppi di Ditteri, quali i Nematocera e gli Orthorrhapha, ritenuti ormai del tutto obsoleti per l'accertata natura parafiletica.

## Sistematica
In passato, gli Schizophora furono suddivisi in tre grandi gruppi:
- Acalyptratae Macquart, 1835
- Calyptratae Robineau-Desvoidy, 1830
- Pupipara Becher, 1882

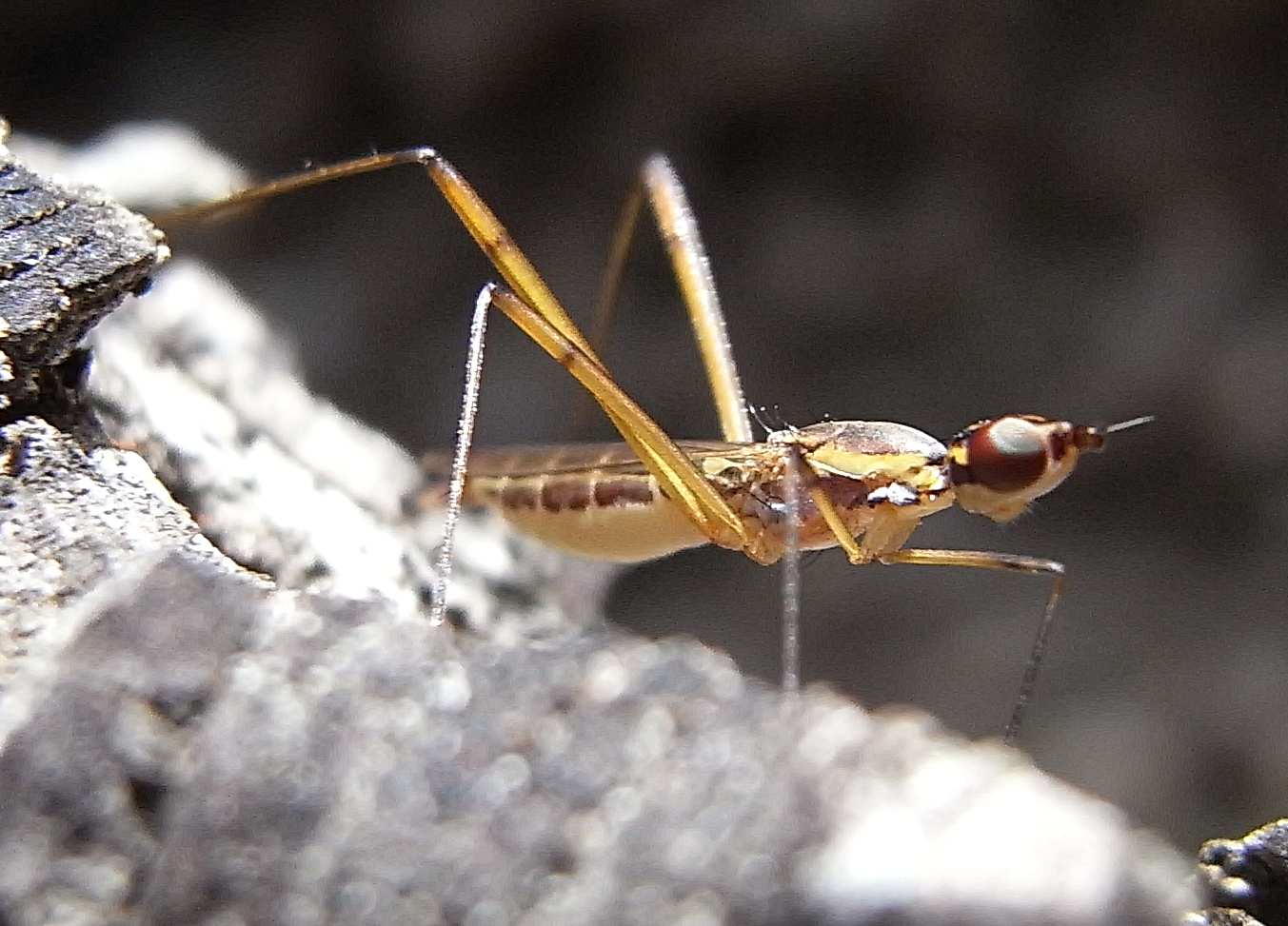
Micropezidae (Nerioidea)

La prima distinzione fu tra Calyptratae e Acalyptratae ed era basata sulla presenza di caliptre ben sviluppate in alcune famiglie del primo gruppo e, al contrario, sulla forte riduzione o sull'assenza totale nei ditteri del secondo gruppo. Becher propose l'aggiunta di un terzo gruppo, Pupipara, che faceva riferimento alla viviparità degli Hyppoboscidae. In seguito, l'inquadramento tassonomico di Becher fu del tutto abbandonato nelle varie proposte di riordino sistematico dei Ditteri e la superfamiglia degli Hippoboscoidea entrò a far parte, a tutti gli effetti, dei Calyptratae.
Il criterio di determinazione fra le due sottosezioni degli Schizophora, la presenza e lo sviluppo della caliptra, è sempre stato ritenuto debole a causa dell'estrema variabilità delle dimensioni delle caliptre nelle varie famiglie. Nel corso della storia della tassonomia dei Ditteri, diversi Autori si sono perciò prodigati per individuare chiavi più affidabili ma, in ogni modo, lo sviluppo della caliptra resta ancora oggi l'elemento morfologico differenziale più largamente citato in letteratura. Dal punto di vista filogenetico, tuttavia, questo carattere non ha fondamento per la sua variabilità in entrambe le sottosezioni.

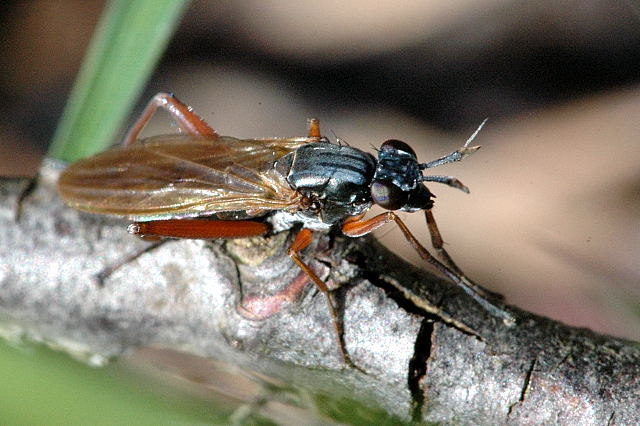
Sciomyzidae (Sciomyzoidea)

I contributi significativi alla suddivisione tassonomica degli Schizophora si devono a Hennig (1973), il cui schema tassonomico presenta molte affinità con quelli attualmente adottati. Hennig suddivise gli Schizophora nei due gruppi tradizionali, includendo i Pupipara nella superfamiglia dei Glossinoidea. Gli Acalyptratae furono ripartiti in 11 superfamiglie (Conopoidea, Micropezoidea, Nothyboidea, Otitoidea, Sciomyzoidea, Lauxanioidea, Pallopteroidea, Anthomyzoidea, Agromyzoidea, Chloropoidea, Drosophiloidea) e alcune famiglie furono posizionate come incertae sedis. I Calyptratae furono ripartiti in quattro superfamiglie (Glossinoidea, Muscoidea, Calliphoroidea e Mormotomyioidea). Hennig espresse anche un dubbio sulla pertinenza della superfamiglia Mormotomyioidea, comprendente i soli Mormotiomyiidae, che attualmente sono considerati fra gli Acaliptrati.

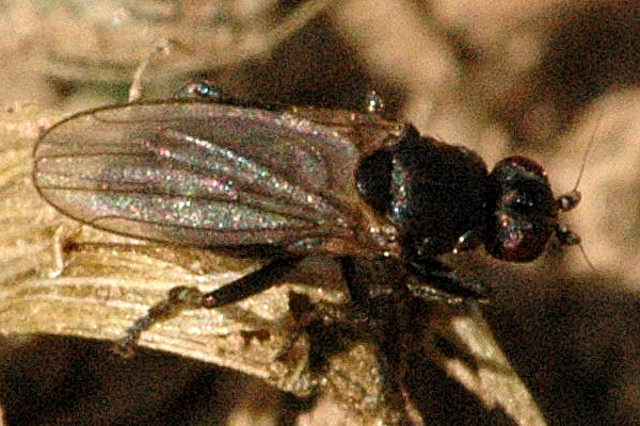
Sphaeroceridae (Sphaeroceroidea)

James McAlpine ha sviluppato ulteriormente la filogenesi e articolato la ripartizione tassonomica riproponendo buona parte delle superfamiglie di Hennig, ma rivedendo la posizione sistematica di molte famiglie rispetto a quella proposta da Hennig. Gli attuali schemi di classificazione sono fondamentalmente basati su quello di McAlpine, ma in letteratura non c'è pieno consenso sull'esatta definizione delle famiglie. Il seguente schema è derivato dalle trattazioni del Manual of Nearctic Diptera (1989) e del Manual of Palaearctic Diptera (1998) e integrato dalle classificazioni attribuite nel BioSystematic Database of World Diptera, che, per quanto privo di ufficialità, tende a riassumere i più recenti orientamenti in materia di revisioni. Il numero approssimativo di 80-82 famiglie, in realtà è destinato ad aumentare per l'eventuale elevazione di taxa inferiori (gruppi di generi o sottofamiglie) al rango di famiglia o per la definizione di nuove famiglie partendo dalla descrizione di nuove specie. Uno dei possibili schemi tassonomici aggiornati, comprendente 87 famiglie, è il seguente

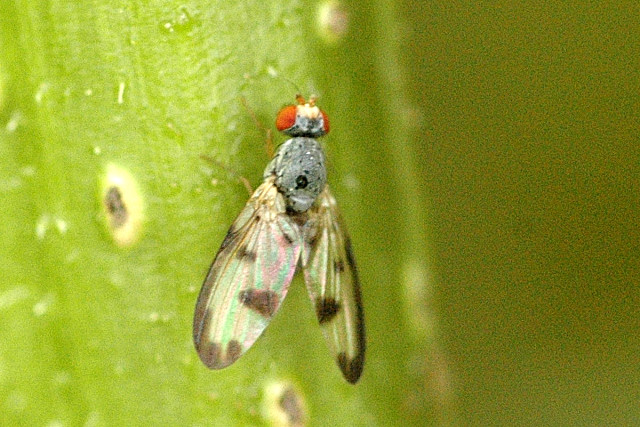
Pallopteridae (Tephritoidea)

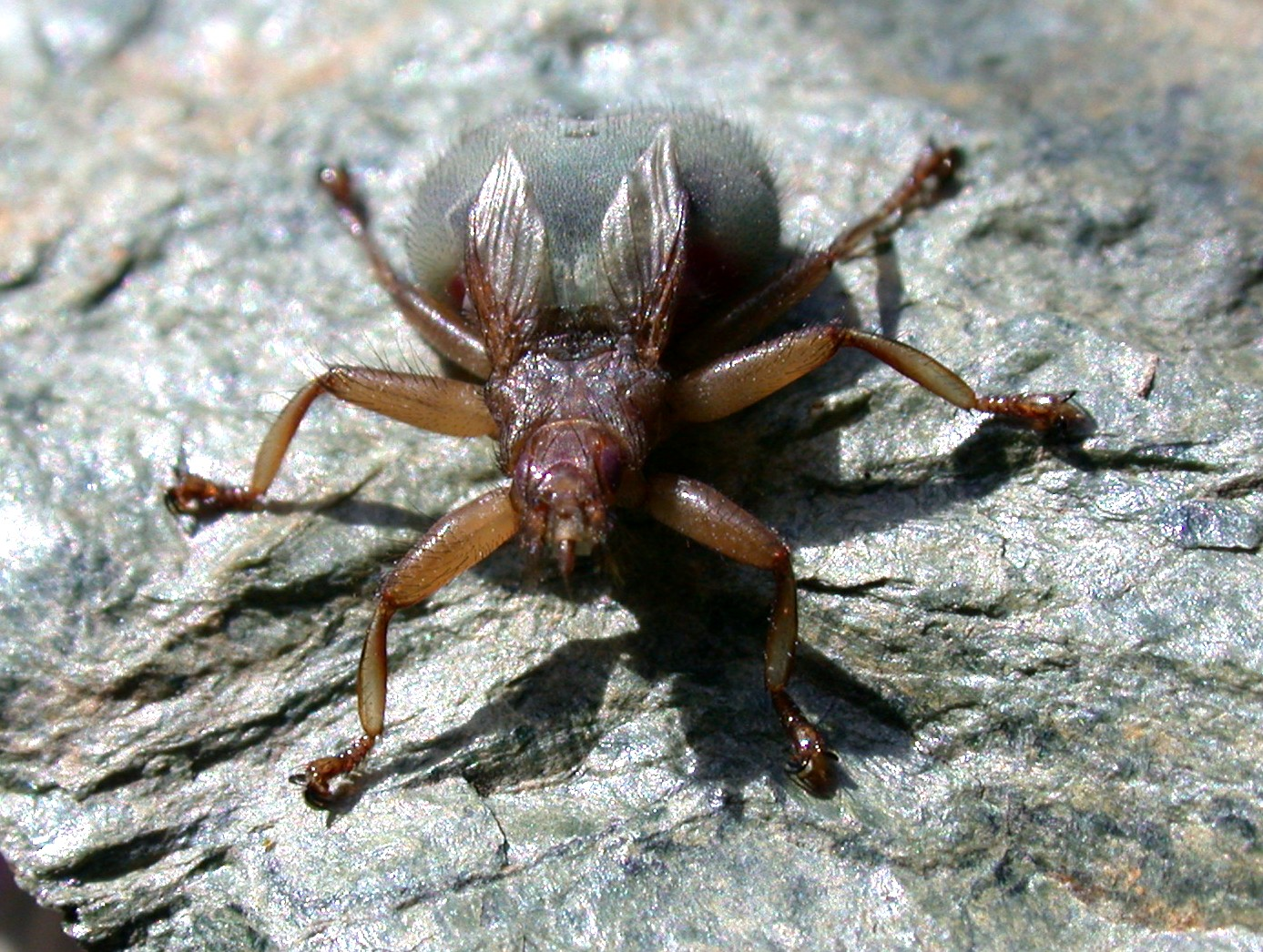
Hippoboscidae (Hippoboscoidea)

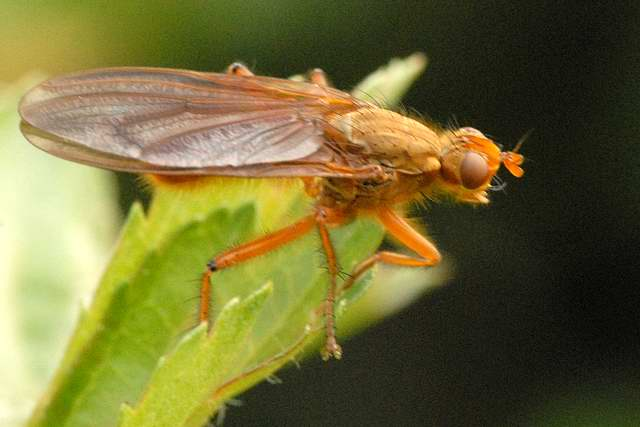
Scathophagidae (Muscoidea)

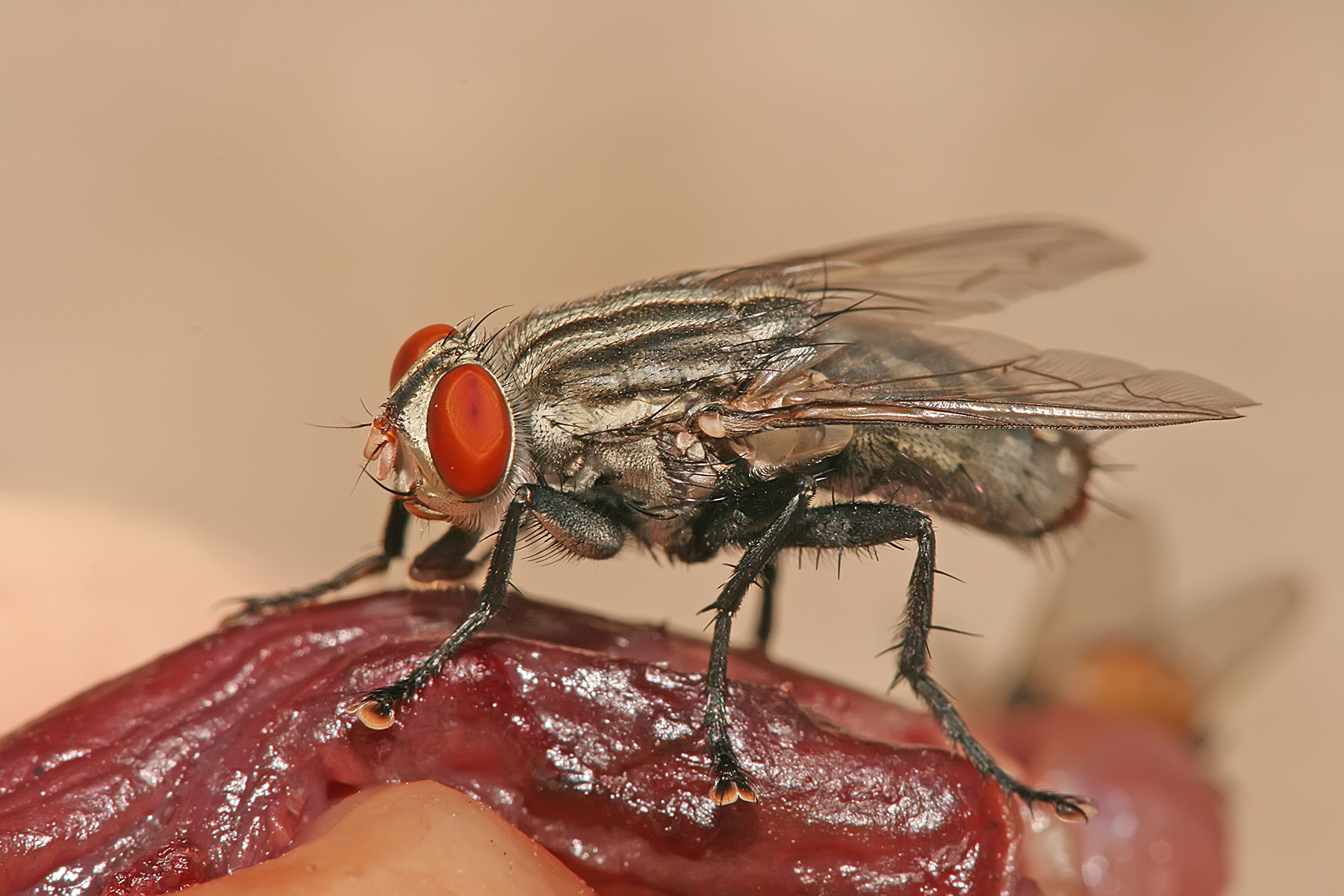
Sarcophagidae (Oestridoidea)

- Acalyptratae. È il gruppo più consistente, caratterizzato dall'assenza o dalla forte riduzione della caliptra. Vi sono comprese dieci superfamiglie, comprendenti nel complesso 72 famiglie più una incertae sedis:
  - Carnoidea. Corrisponde ai Chloropoidea di Hennig e comprende 9 famiglie: Acartophthalmidae[12], Australimyzidae, Braulidae, Canacidae, Carnidae, Chloropidae, Cryptochetidae, Inbiomyiidae, Milichiidae.
  - Conopoidea. Trattata anche da Hennig, comprende una sola famiglia: Conopidae.
  - Diopsoidea. Corrisponde ai Nothyboidea di Hennig e comprende 8 famiglie: Diopsidae, Gobryidae, Nothybidae, Psilidae, Somatiidae, Strogylophthalmyiidae, Syringogastridae, Tanypezidae.
  - Ephydroidea. Corrisponde ai Drosophiloidea di Hennig e comprende 6 famiglie: Camillidae, Campichoetidae[13], Curtonotidae, Diastatidae, Drosophilidae, Ephydridae.
  - Lauxanioidea. Trattata anche da Hennig, comprende 4 famiglie: Celyphidae, Chamaemyiidae, Eurychoromyiidae, Lauxaniidae.
  - Nerioidea. Corrisponde ai Micropezoidea di Hennig e comprende 5 famiglie: Megamerinidae, Cypselosomatidae, Micropezidae, Neriidae, Pseudopomyzidae. McAlpine considera gli Pseudopomyzidae come sottofamiglia dei Cypselosomatidae, mentre attualmente si trattano i due gruppi come distinti.
  - Opomyzoidea. Corrisponde all'insieme degli Anthomyzoidea e degli Agromyzoidea di Hennig e comprende 14 famiglie: Agromyzidae, Anthomyzidae, Asteiidae, Aulacigastridae, Clusiidae, Fergusoninidae, Marginidae, Neminidae, Neurochaetidae, Odiniidae, Opomyzidae, Periscelididae, Teratomyzidae, Xenasteiidae.
  - Sciomyzoidea. Già trattata da Hennig, comprende 11 famiglie: Coelopidae, Dryomyzidae, Helcomyzidae, Helosciomyzidae, Heterocheilidae, Huttoninidae, Natalimyzidae, Phaeomyiidae, Ropalomeridae, Sciomyzidae, Sepsidae. Nelle trattazioni di James McAlpine (1989) e Papp et al. (1998) non è citata l'esistenza della famiglia monotipica Natalimyzidae, definita da Barraclough e David McAlpine nel 2006[14].
  - Sphaeroceroidea. Non trattata da Hennig, comprende 5 cinque famiglie: Chyromyidae, Heleomyzidae, Mormotomyiidae, Nannodastiidae, Sphaeroceridae. Nella sua sistematica, Hennig posizionava Heleomyzidae e Sphaeroceridae come incertae sedis e Chyromyidae negli Anthomyzoidea. La definizione della famiglia Nannodastiidae è successiva ai lavori di Hennig e deriva dalla revisione della posizione sistematica dei generi Nannodastia e Azorastia elevati al rango di sottofamiglia da Papp (1980) e successivamente al rango di famiglia[15]; in ogni modo, i due generi non sono menzionati nell'opera di Hennig. La famiglia Mormotomyiidae era invece trattata, da Hennig, al rango di superfamiglia inclusa nei Calyptratae; lo stesso Hennig, tuttavia, espresse dei dubbi sulla collocazione di questa famiglia[16].
  - Tephritoidea. Corrisponde all'insieme degli Otitoidea e dei Pallopteroidea di Hennig e comprende 9 famiglie: Lonchaeidae, Otitidae, Pallopteridae, Piophilidae, Platystomatidae, Pyrgotidae, Richardiidae, Tachiniscidae, Tephritidae
  - Acalyptratae incertae sedis. Una famiglia: Ctenostylidae. Questa famiglia pantropicale, di collocazione incerta, è stata definita da David McAlpine (1989) riconsiderando la posizione sistematica della sottofamiglia Lochmostyliinae, in precedenza inclusa nella famiglia dei Pyrgotidae[17].
- Calyptratae. Sono ritenuti i ditteri più evoluti e tradizionalmente vi si comprendono gli schizofori provvisti di caliptra. Vi si annoverano tre superfamiglie, comprendenti nel complesso 14 famiglie:
  - Hippoboscoidea. Corrisponde ai Glossinoidea di Hennig e comprende 4 famiglie: Glossinidae, Hippoboscidae, Nycteribiidae, Streblidae.
  - Muscoidea. Trattata anche da Hennig, comprende 4 famiglie: Anthomyiidae, Fanniidae, Muscidae, Scathophagidae.
  - Oestroidea. Corrisponde ai Calliphoridoidea di Hennig e comprende 6 famiglie: Calliphoridae, Mystacinobiidae, Oestridae, Rhinophoridae, Sarcophagidae, Tachinidae.

## Importanza

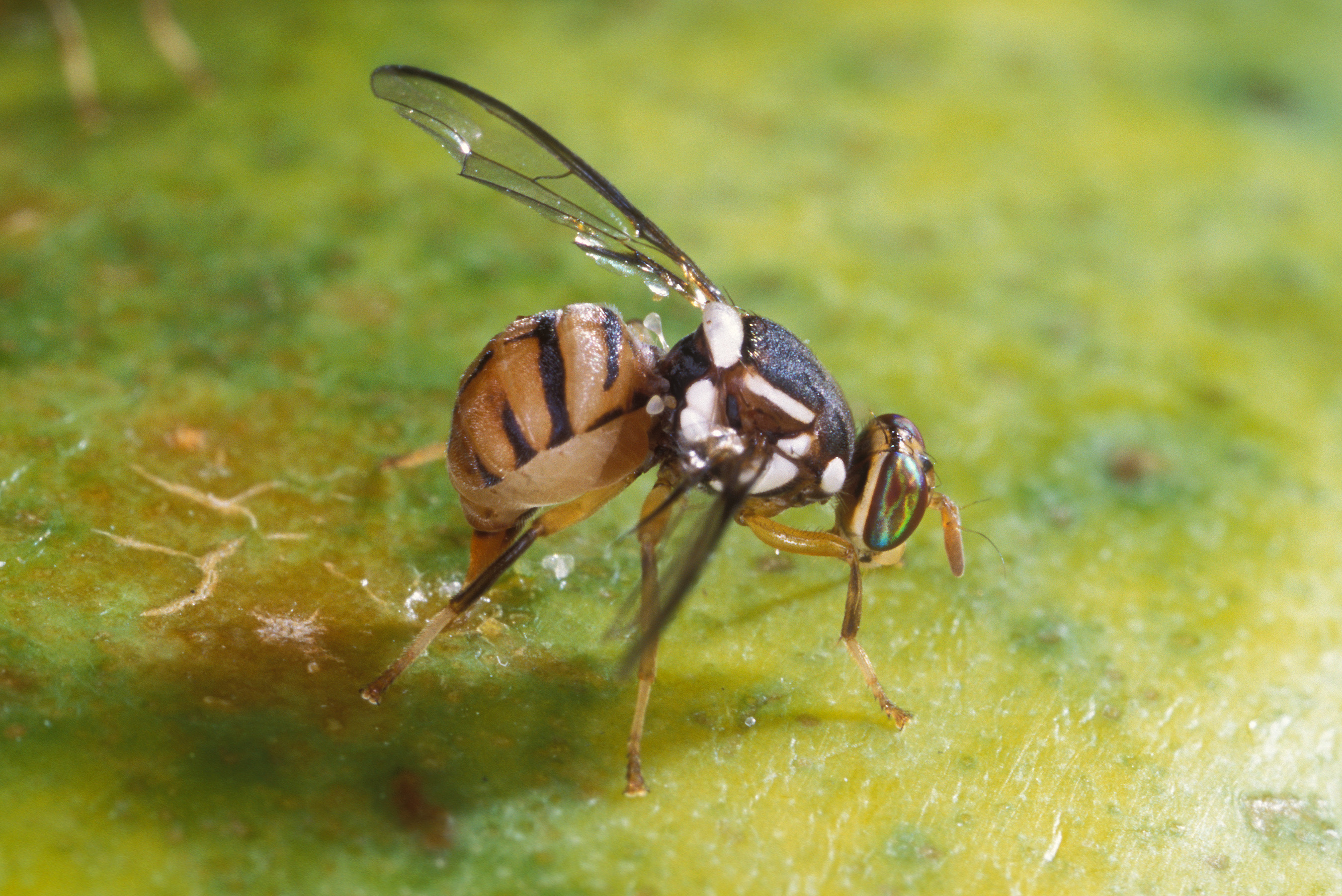
La mosca orientale della frutta (Bactrocera dorsalis) uno dei Tefriditi più temibili in Asia, Polinesia e Nordamerica.

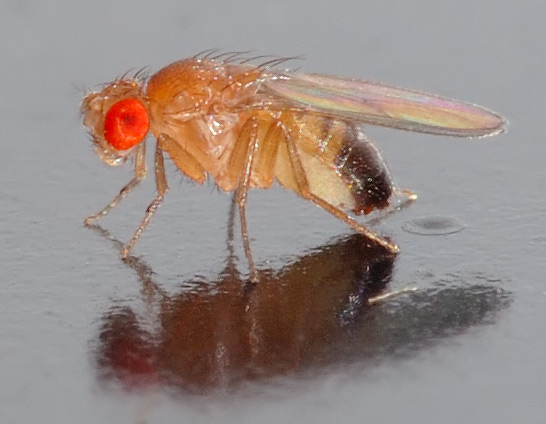
Il moscerino dell'aceto (Drosophila melanogaster), uno degli organismi più studiati in ambito biologico e, più specificamente, genetico.

La marcata biodiversità relativa alla sezione degli Schizophora fa sì che vi siano compresi gruppi di grande importanza sotto vari aspetti dell'entomologia applicata. Negli Schizofori è infatti rappresentata l'ampia gamma di relazioni trofiche che si osserva nell'ambito dell'ordine dei Ditteri e, di conseguenza, determinate famiglie o gruppi inferiori siano di particolare interesse specifico:
1. Ambito agroalimentare. La specializzazione verso la fitofagia dello stadio larvale rende alcune famiglie di particolare interesse per i gravi danni economici causati da alcune specie. Sotto questo aspetto sono di particolare importanza, ad esempio, i Tephritidae, che annoverano le ben note mosche della frutta sensu lato ma anche forme minatrici o galligene, gli Agromyzidae e gli Anthomyzidae, che annoverano le più note mosche fillominatrici, i Chloropidae, che annoverano forme fillominatrici o galligene. La saprofagia rappresenta invece una causa di danno quando si manifesta nelle problematiche relative alla conservazione delle derrate alimentari. In quest'ultimo caso l'importanza può riflettersi sia nell'ambito economico sia nell'ambito igienico-sanitario.
2. Ambito medico, veterinario e igienico-sanitario. Diversi Schizofori sono agenti di rischio, diretto o indiretto, nei confronti dell'uomo o degli animali domestici, a causa delle relazioni trofiche che coinvolgono i Vertebrati. Sotto questo aspetto sono di particolare importanza diversi gruppi che rientrano in gran parte fra i Calyptratae. Sono tali gli adulti ematofagi, rappresentati più o meno estesamente in alcune famiglie (Hippoboscidae, Glossinidae, Muscidae), le larve sarcofaghe agenti di miasi a carico di ferite, piaghe e mucose (es. Sarcophagidae), le larve zooparassite che si sviluppano come endofaghe a spese di vertebrati (Oestridae), gli adulti saprofagi o ematofagi vettori di agenti patogeni (Glossinidae, Muscidae).
3. Ambito legale. Diverse sono le famiglie che comprendono larve necrofaghe, che si sviluppano perciò a spese di cadaveri di animali (es. Sphaeroceridae, Sarcophagidae). La conoscenza della biologia e dell'etologia di queste specie è oggetto di studio da parte dell'entomologia forense in quanto fornisce utili elementi di ausilio nelle investigazioni.
4. Ambito ecologico. Fra gli Schizofori si annoverano anche gruppi di grande importanza come insetti ausiliari nel controllo biologico degli organismi dannosi o come insetti pronubi. Fra i primi si annoverano diverse famiglie comprendenti forme entomofaghe parassitoidi o predatrici; la famiglia di maggiore importanza, sotto questo aspetto, è quella dei Tachinidae, una delle più ricche fra i Ditteri, comprendenti forme parassitoidi endofaghe a spese di una vasta gamma di insetti dannosi. Fra i pronubi si annoverano varie famiglie, ma il ruolo di maggiore importanza in questo ambito è probabilmente svolto dai Calliphoridae. Non meno importante è il ruolo svolto dagli Schizofori saprofagi, in generale, come organismi decompositori.
5. Ambito biotecnologico. Ben nota è l'importanza attribuita alla specie Drosophila melanogaster, organismo modello ampiamente utilizzato nelle ricerche in campo genetico. Di interesse biotecnologico sono anche alcune specie saprofaghe impiegate più o meno occasionalmente nella ricerca di metodi di smaltimento e riciclaggio dei rifiuti organici.